# Amoersnoek
De amoersnoek (Esox reichertii) is een straalvinnige vissensoort uit de familie van de snoeken (Esocidae). De wetenschappelijke naam van de soort is voor het eerst geldig gepubliceerd in 1869 door Dybowski.

## Kenmerken en verspreiding
De amoersnoek wordt in de Verenigde Staten ook wel de zwart gestippelde snoek genoemd. Deze snoek is zilverkleurig met zwarte stippen. De vis is endemisch in het stroomgebied van de Amoer in Rusland verder in twee zijrivieren (de Onon en de Kherlen) in Mongolië en op het eiland Sachalin. De vis is nauw verwant aan de gewone snoek. De gemiddelde lengte van geslachtsrijpe vissen is 55 cm, de maximale lengte is 115 cm en het hoogste ooit gepubliceerde gewicht is 20 kg.
In 1968 is deze snoek geïntroduceerd in Glendale Lake een meer in Pennsylvania (VS). Deze introductie mislukte want in 1976 werden geen nakomelingen meer aangetroffen.